# Oppidum de Castillon (Calvados)
L'oppidum de Castillon est un site archéologique identifié comme un oppidum du peuple des Bajocasses de l'époque de la Gaule indépendante, dans le département français du Calvados. 

## Géographie
L'oppidum est situé au lieudit le château. L'enceinte est bordée par la Drôme et deux affluents. Le site est à 10 km au sud-ouest de Bayeux. Le plateau est situé à une altitude de 60 m à 80 m.

## Histoire du site
Les céramiques recueillies lors des fouilles permettent d'envisager une occupation dès le IIIe siècle av. J.-C.. L'essentiel des céramiques date du milieu du IIe siècle av. J.-C. au premier quart du Ier siècle av. J.-C., donc avant la conquête de Jules César.
Le site de l'oppidum de Castillon tout comme celui du Mont-Castel est abandonné peut-être lors de la fondation de la ville romaine d'Augustodurum.
La limite orientale de l'oppidum est peut-être détruite lors des travaux de construction du château de Castillon.
Le rempart méridional est endommagé par la construction d'une route américaine lors de la bataille de Normandie.

## Recherches archéologiques
Des statères d'or sont trouvés près du château en 1841, et en 1913 des statères d'electrum des Bajocasses sont retrouvés. Arcisse de Caumont évoque des fragments d'armes et un trésor de 180 monnaies gauloises « trouvé en plantant un pommier ».
Le site est fouillé par Jacques Gourvest en 1960-1961 sous la direction du Centre de recherches archéologiques médiévales de Caen. Une coupe du rempart est alors réalisée. Les fouilles dégagent peu de matériel archéologique.
Un diagnostic archéologique est réalisé en août 2014 sur le site envisagé pour la construction de plusieurs maisons individuelles, à l'intérieur de l'oppidum, pour une surface de 600 m2.

## Description du site
L'oppidum occupe une superficie de 35 ha environ.
Le côté méridional de l'enceinte possède un rempart long de 525 m, large de 18 m et haut de 3,50 m en 1990, et un fossé de 7 m de large. Une porte est située dans le rempart. Le rempart sur sa face ouest est « un aménagement de pente ». Des éléments de parement externe en pierres sèches d'une hauteur allant jusqu'à 2 m sont visibles au début des années 1960. Il a dû être haut de 4 m. Tous les 2 m le rempart comporte des pieux et des clous en fer.
Le rempart comporte des poteaux et des plaques de schistes. Il est composé de plusieurs couches de terre.
Une implantation de l'époque de La Tène est attestée lors des fouilles des années 2010. Les constructions sont munies de sablières basses et de poteaux.
L'espace funéraire retrouvé est peut-être datable de l'Antiquité ou du début du Moyen-Age.

## Interprétation
Jacques Gourvest considère que le site est « le chef-lieu des Baiocasses au moment de la conquête romaine ».

#### Ouvrages généraux
- Florence Delacampagne, Carte archéologique de la Gaule, 14. Le Calvados, Paris, Éd. de la Maison des sciences de l'homme, 1990 (ISBN 2-87754-011-1). .
- Elisabeth Deniaux, Claude Lorren, Pierre Bauduin et Thomas Jarry, La Normandie avant les Normands, de la conquête romaine à l'arrivée des Vikings, Rennes, Ouest-France, 2002.
- Stephan Fichtl, « Murus et pomerium : réflexions sur la fonction des remparts protohistoriques », Revue archéologique du centre de la France, no 44,‎ 2005, p. 55-72.
- Stephan Fichtl, « Oppidum », L'Archéologue, no 108,‎ 2010, p. 12-17.
- Stephan Fichtl, « Architecture et fonctions des remparts celtiques », L'Archéologue, no 108,‎ 2010b, p. 18-25.
- Venceslas Kruta, Les Celtes histoire et dictionnaire : Des origines à la romanisation et au christianisme, Paris, Robert Laffont, coll. « Bouquins », 2001 (ISBN 978-2-221-05690-5).
- Sabatino Moscati, Les Celtes [exposition, Venise, Palazzo Grassi, 1991], Paris, EDDL, 2001, 711 p. (ISBN 2-237-00484-6).
- Pierre Giraud et Cyril Marcigny, L’âge du Fer en Basse-Normandie-Gestes funéraires en Gaule au Second-Âge du Fer, vol. I,II, Besançon, Presses universitaires de Franche-Comté, 2011, 693 p. (ISBN 978-2-84867-314-1, lire en ligne), « Les sites fortifiés de hauteur de La Tène finale en Basse-Normandie », p. 73-94

#### Autres travaux
- Anthony Lefort, Cyril Marcigny et Patrice Méniel, « L’occupation militaire romaine préaugustéenne du mont Castel à Port-en-Bessin-Huppain et Commes (Calvados) », dans Michel Reddé, L’armée romaine en Gaule à l’époque républicaine. Nouveaux témoignages archéologique, 2018, p. 207-248. .

#### Travaux sur le site
- Pierre Giraud, « Castillon – 4 rue de la Gare », DLFI. Archéologie de la France - Informations,‎ 2014 (lire en ligne). .
- Jacques Gourvest, « L'oppidum de Castillon (Calvados) : 1ère campagne de fouilles (1960) », Annales de Normandie, nos 11-1,‎ 1961 (lire en ligne). .